# 根笠駅
根笠駅（ねがさえき）は、山口県岩国市美川町（みかわまち）根笠にある錦川鉄道錦川清流線の駅。

## 歴史
- 1960年（昭和35年）11月1日：日本国有鉄道（国鉄）岩日線の駅として開業[3]。気動車の旅客のみを取り扱う駅員無配置駅[5]。
- 1987年（昭和62年）
  - 4月1日：国鉄分割民営化により西日本旅客鉄道が承継[6]。
  - 7月25日：錦川鉄道に移管[6]。

## 駅構造
単式ホーム1面1線のみの地上駅（停留所）。ホームは錦町方に向かって右手（川側）に設置されている。
無人駅である。

## 駅構内とその周辺（ギャラリー）
以下は、何れも2007年3月27日に撮影されたものである。

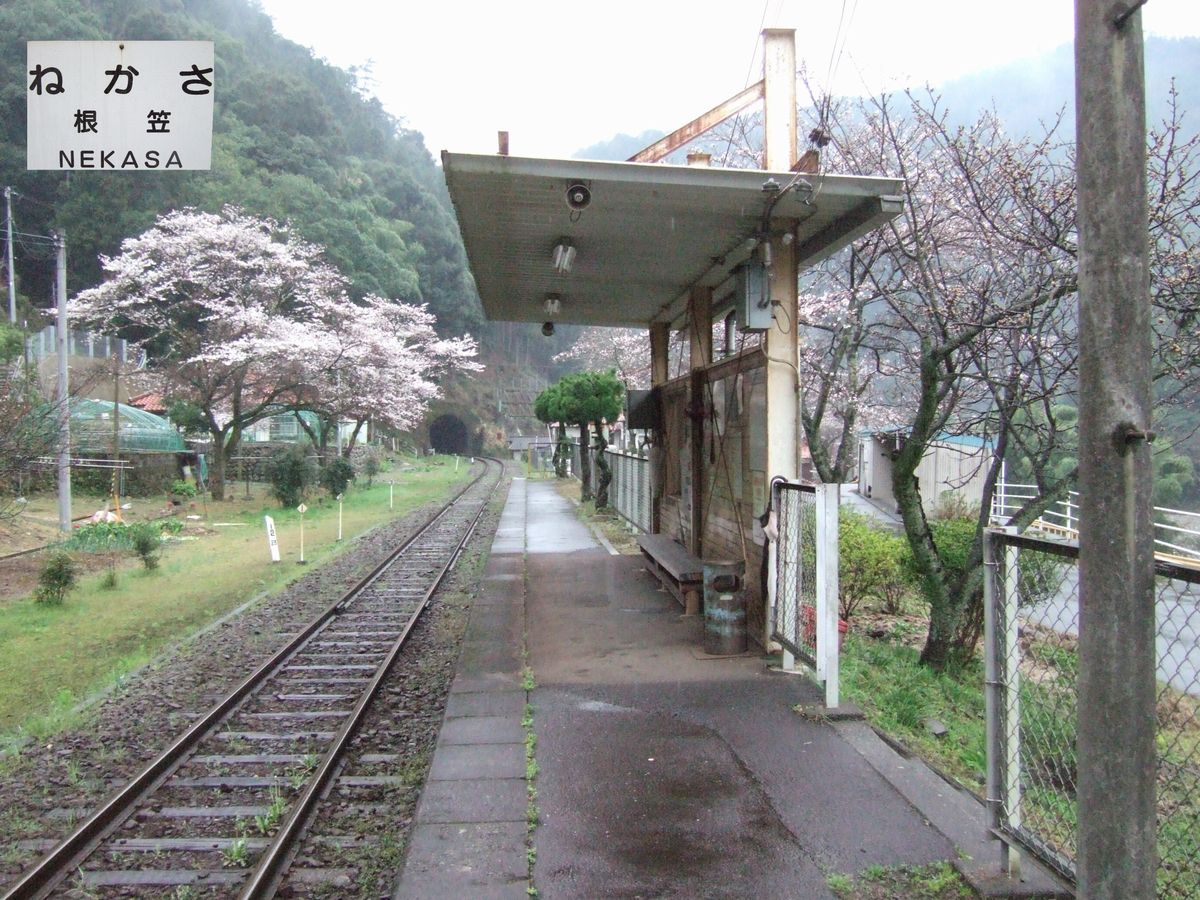
ホーム上の様子（錦町方向の眺望。駅名標文字との組写真で）
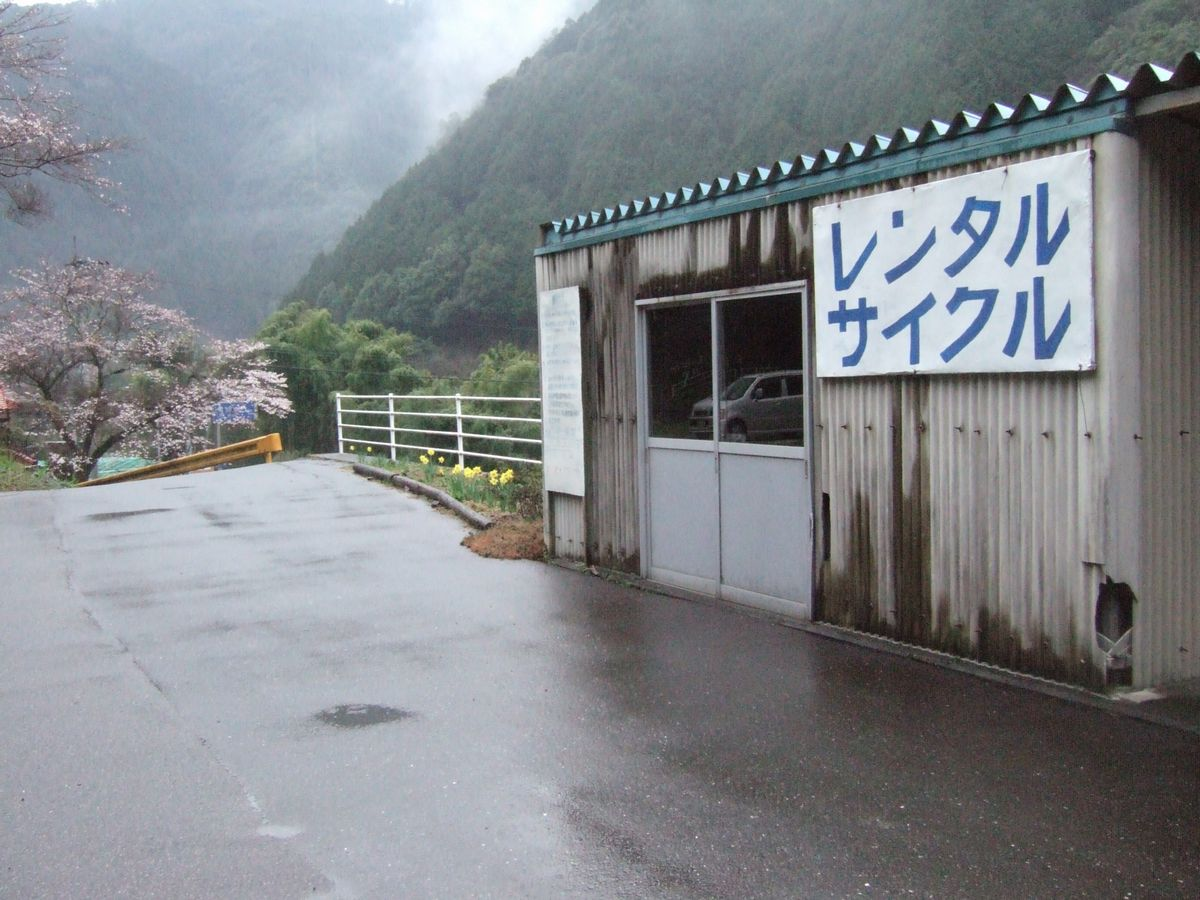
駅前敷地にある「レンタルサイクル」格納庫
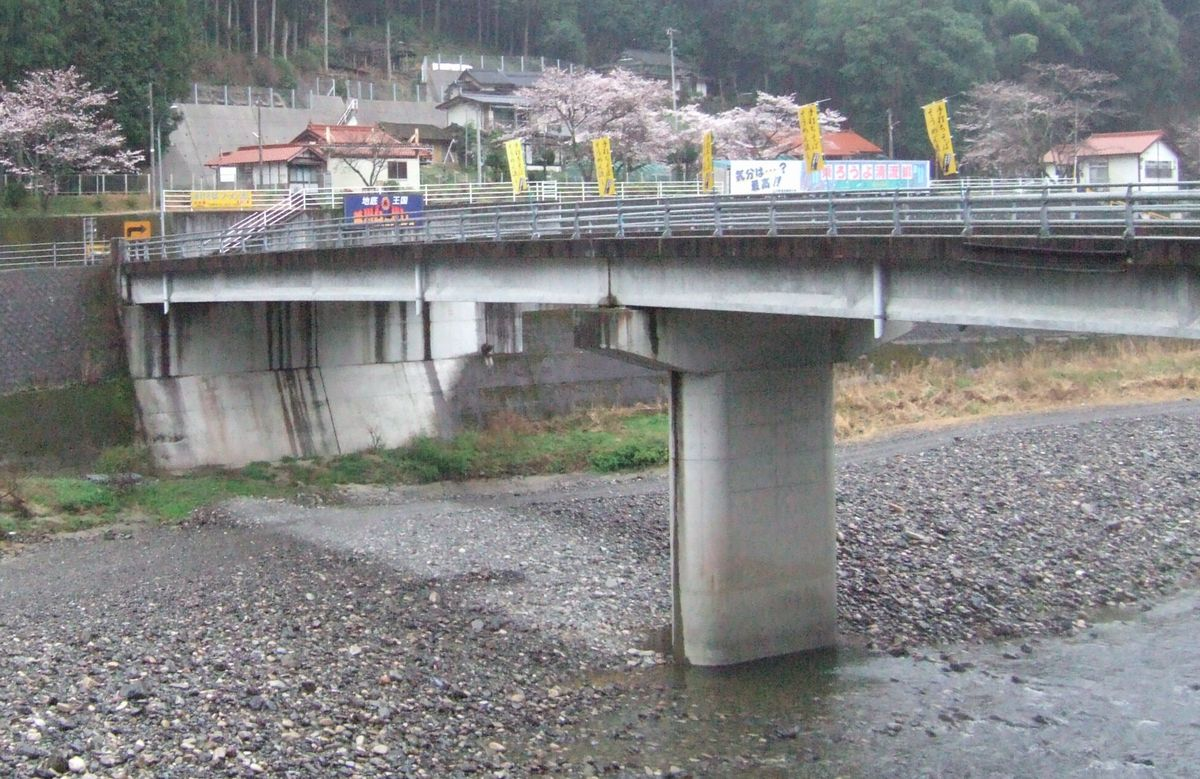
錦川の対岸から見た根笠駅。手前に見える橋は渡里橋

## 駅周辺

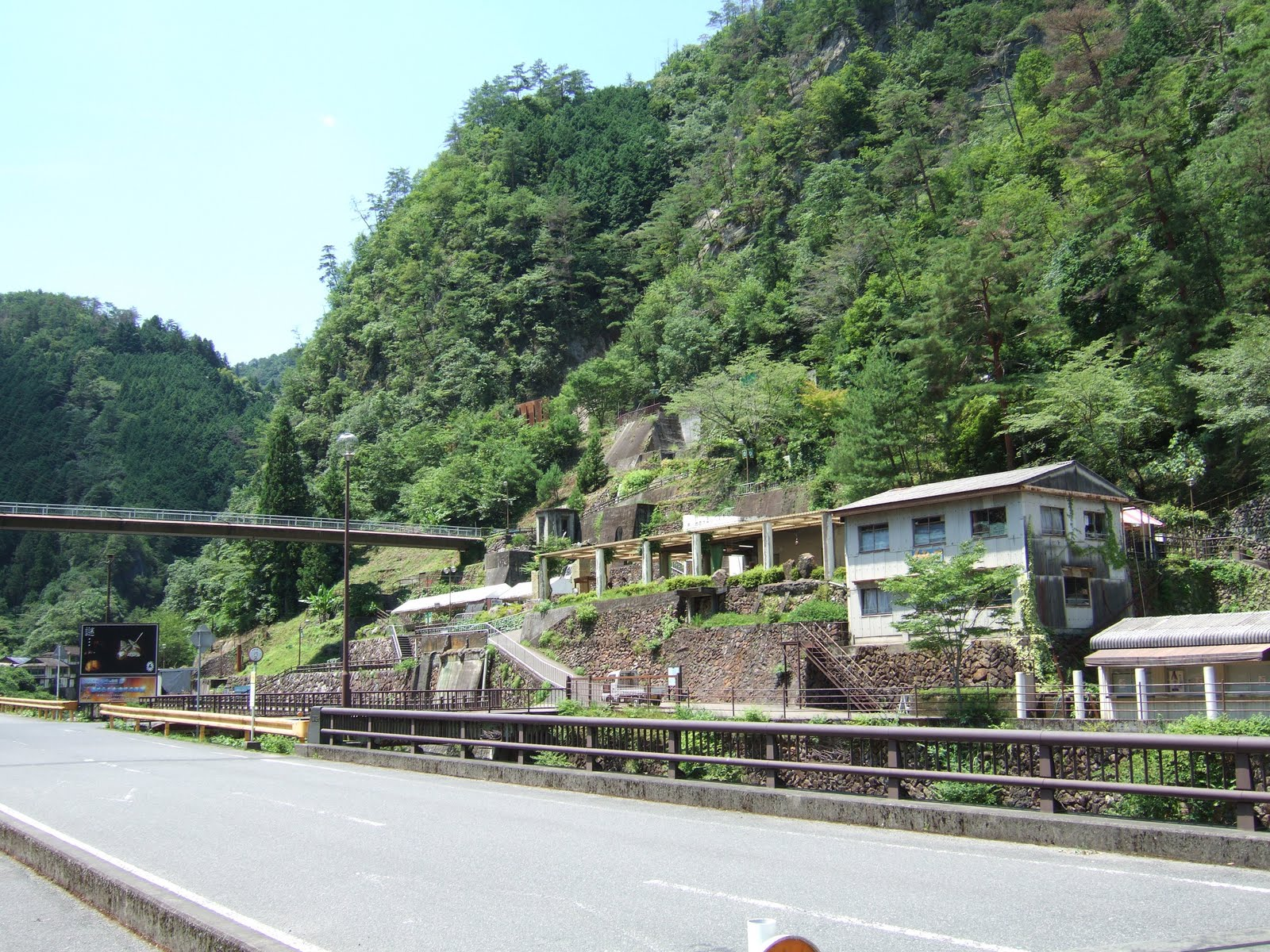
美川ムーバレー

- 山ノ内亀山公園 - ミツバツツジなど約500株が植えられている[4][7][8]
- 地底王国美川ムーバレー[4][9]
- 岩屋観音窟[10]
- 観音水車でかまるくん[11]
- 岩国市役所美川支所根笠出張所[4][12] - 「美川林業センター」内。根笠簡易郵便局併設[13][14][15]
- 山内神社
- 金光教桑根教会[16]
- 中川渡里鮮魚食料品店
- 山清旅館
- 藤本鍼灸院
- 錦川第二発電所

## バス路線
以下、全て岩国市生活交通バスによる運行《2017年12月時点》。何れも運行本数は少なく、かつ年末年始（12月31日から翌年1月2日）は全便運休となる。
「根笠駅前」バス停（駅前広場すぐ下、山口県道5号周東美川線沿い）
美川地域内路線〔錦中学校前 - 錦町駅 - 柳瀬橋 - 河山駅 - 渡里橋（- 根笠駅前 - 大正橋） - 南桑本町 - 小郷橋〕《水曜運休》
※錦町駅方面始発便のほか、当バス停始発便も設定されている模様
佐手・押ヶ谷・奴田原線（福田医院前 - 根笠駅前 - 大正橋 - 奴田原 - 上押ヶ谷）《祝日除く水・土曜日のみ運行（1往復）》
「渡里橋」バス停〔駅から渡里橋を渡りきった右手すぐ（国道187号沿い）。徒歩約3分〕
前出「根笠駅前」バス停発着の2路線に加え、以下の3路線も発着する。
西谷・東谷・立木線（福田医院前 - 渡里橋 - 本郷口 - 柳瀬橋 - 東谷 - 西谷）《祝日除く月・水曜日のみ運行（1往復）》
猪ノ木屋・藤ヶ谷・天竺線（福田医院前 - 渡里橋 - 本郷口 - 河山駅 - 猪ノ木屋）《祝日除く火・土曜日のみ運行（1往復）》
市ヶ原線（福田医院前 - 渡里橋 - 本郷口 - 市ヶ原 - 周防尾崎）《祝日除く月・木曜日のみ運行（1往復）》
※ 前出「美川地域内路線」の錦町駅方面始発便の中に、前出「根笠駅前」バス停を経由しない便が1本存在する。

## 隣の駅
錦川鉄道
■錦川清流線
南桑駅 - （臨）清流みはらし駅 - 根笠駅 - 河山駅